# Еврейское искусство

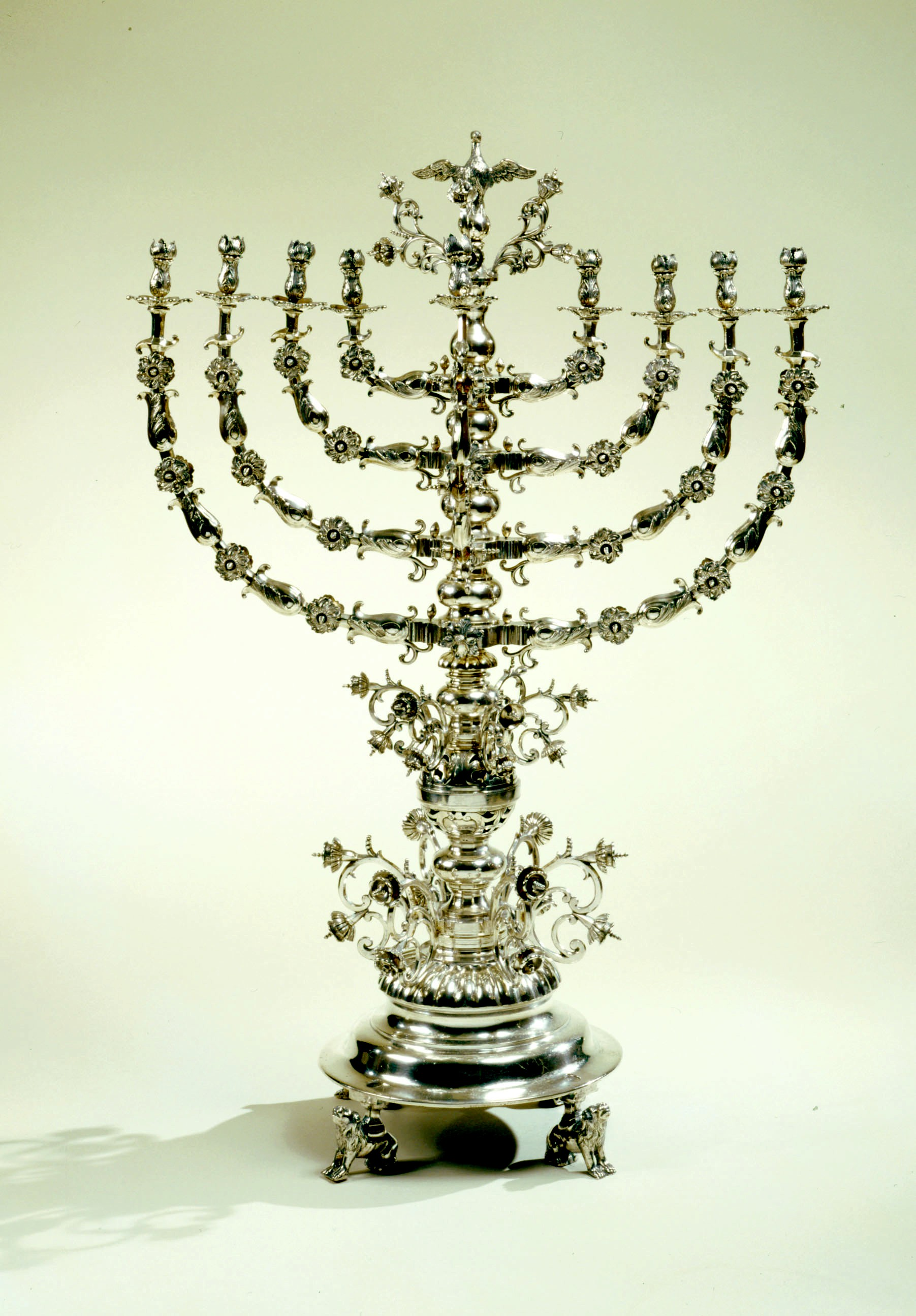
Ханукия из Лемберга, 1867—1872, Еврейский музей в Нью-Йорке

Еврейское искусство — часть международной культуры евреев, сформировавшейся в библейские времена. Включает религиозную и светскую составляющие, хотя имеет место и их синтез. Имеет связь с изобразительным искусством Израиля.
Основано на древних иудейских традициях и обрядности которые восходят к эпохе расцвета Иудейского и Израильского царств. Традиционное искусство евреев аниконическое — неизобразительное. Искусство воспринимало влияния, и в античный и ранневизантийский периоды мало чем отличалось от искусства других народов Ближнего Востока. Однако, несмотря на внешнюю стилевую общность ею были созданы типы зданий и формы художественных изделий, композиции и орнаментальные мотивы, которые имели связь только с иудейской религией и отражали стремление евреев к сохранению своей древней культуры и противостояние экспансии эллинистических культуры и мировоззрения.
Строгий библейский запрет Библии изготовления изваяний и изображений чего-либо (Исх. 20:4; Втор. 4:16—18 и 5:8), призванный оградить израильский народ от идолопоклонства, согласно библейским преданиям, нарушался по требованиям народа (Исх. 32:1—4), и по повелению самого Бога, когда создавались литые из золота фигуры херувимов на Ковчеге Завета и их вышитые изображения на завесах Скинии, Исх. 25:18—20 и 36:8; сюда же - созданный Моисеем медный змей, Чис. 21:8, 9. Этот запрет не окзывал влиял на развитие неизобразительных видов еврейского пластического искусства, включая архитектуру, прикладное искусство и сопутствующее последним искусство орнамента, однако сдерживал, а иногда и прерывал изобразительное творчество. Наиболее резко это происходило в периоды активной борьбы с проникновением в еврейский быт языческих культов или с насильственным их насаждением завоевателями. Однако, запрет не мог полностью воспрепятствовать созданию декоративных изваяний, а затем и изображений, с существованием которых в той или иной мере примирялись духовные наставники и ревнители закона.
К эпохе Судей и Царей относится первый доступный для археологического изучения этап развития еврейского пластического искусства.
Художники эпохи царя Ирода I Великого были заняты прежде всего оформлением грандиозного Иерусалимского храма, перестройка которого была заранее подготовлена, началась около 20 года до н. э. и продолжалась 46 лет. Храм стоял на вершине горы Мориа, где ранее располагался Первый храм, возведённый Соломоном, а затем небольшое святилище эпохи возвращения евреев из Вавилонского плена в конце VI века до н. э. Прямоугольная платформа на вершине горы, где располагался Храм Соломона была удвоена за счёт постройки вокруг горы масштабных каменных опорных стен. От этих стен сохранилась лишь небольшая часть, известная как Западная стена, или Стена Плача. В соответствии с иудйеской традицией, храм был комплексом помещённых один в другой дворов, включая общественные: Двор Израиля, где имелись большой алтарь, бойня для заклания приносимых в жертву животных и столы для пожертвований; масштабный Двор женщин с угловыми залами. Находившийся в глубине закрытого внутреннего двора собственно храм, подобно Храму Соломона, включал три части — портик, зал и Святая святых — закрытое помещение, отделённое двойной завесой и доступное лишь первосвященнику. Основу композиции составлял древний принцип бит-хилани («дом галереи»), который был воплощён в величественных формах древнеримской ордерной архитектуры. Мраморный ансамбль был замкнут оградой и имел торжественную анфиладу открытых и закрытых пространств и объёмов. Отмечаются драгоценное убранство, сияние золота на архитектурных украшениях, обшивка храмовых стен, культовая мебель и утварь. В числе ритуальных сосудов особое значение имел золотой светильник, менора, который воспроизводил священный семисвечник, который, согласно библейскому тексту, по указанию Бога Моисею следоавло сделать из «чистого золота» и устанавливать «вне завесы ковчега откровения в скинии собрания, от вечера до утра всегда» (Лев. 24:3).
В 70 н. э. римляне одержали победу над восставшей Иудеей и закрепили разрушением Храма. В числе трофеев они увезли в Рим и менору, известную ныне только по изображению на арке Тита, где изображено триумфальное шествие римских воинов. После ликвидации еврейской государственности менора вошла в число главных и наиболее часто изображаемых символов иудаизма. Обычно это металлический светильник, имеющий пирамидальное или коническое основание и 7 (в ханукальной меноре — 9) лампад, которые изготовляются из глины или стекла, венчающие на одном уровне 7 (или 9) ветвей. Ветвями образованы 3 или 4 подобных, обращённых кверху полукружия либо полуквадрата.
Со II—III веков центральную роль в иудейских религиозной жизни и искусстве начала играть синагога. В ранних синагогах фасад, ориентированный на Иерусалим, часто обильно украшался каменной резьбой, тогда как в интерьере почти не было декора. Синагога в Дура-Европос (244—245) являлась в этом отношении исключением. С конца III века на внутренней части стены синагоги, обращённой к Храмовой горе, стал устанавливаться киот для хранения свитков Торы, называемый Ковчегом Торы (Ковчегом Святыни), в ранних постройках, вероятно, располагавшийся в отдельном помещении и вносившийся в зал во время богослужения. Ковчег Святыни находился на почётном месте у стены или помещался в эдикулу — в римский период, в нишу — с III века или в апсиду — с конца VI века, в полу которой располагалось место для генизы — архива пришедших в негодность свитков Торы и религиозных книг. Перед нишей или апсидой имелась бима, каменная платформа, кототрая возможно предназначалась для чтения Торы. Поздние постройки V—VII веков имели Ковчег Святыни и главный вход на противоположных торцах. В некоторых синагогах был примыкающий к главному зданию перистильный двор. Почётные места в синагоге занимали иудейские символы «печать Соломона» — пентаграмма, «щит Давида» — шестиконечная звезда, Ковчег Святыни, менора и изображения шофара — трубного рога и используемого на праздник Суккот букета «четырёх видов», включавший ветви пальмы, мирта, ивы и цитрусовый плод.
Еврейское искусство III—VII веков было в основном народным, и включало элементы резного декора синагог, резьбу на каменных саркофагах, оссуариях, гробницах, а позднее и мозаик. Это искусство допускало изобразительные мотивы, и сформировался стереотипный набор сюжетных композиций. Мозаичные орнаментальные полы синагог V—VI веков содержали изображения сцен, отражающих идею чудесного спасения, таких как «Ноев ковчег», «Жертвоприношение Авраама», «Даниил во рву львином». Распространение получила астрально-символическая композиция, включающая изображение Гелиоса на колеснице, окружённого знаками зодиака и персонифицированными аллегориями четырёх времён года. Предполагается, что эта композиция служила для упорядочения синагогальных служб в течение года. Стиль и тематика мозаичных полов в раннесредневековых синагогах Галилеи, Иудеи и Самарии близка к современным им напольным мозаикам позднеантичных домов в Палестине и Сирии. Мозаики синагог обычно были выполнены местными ремесленниками, и являлись сравнительно примитивными. Они характеризовались бесхитростной простотой и лубочной нарядностью, как, например, мозаика пола в синагоги в Бейт-Альфе первой половины VI века. Синагога в Дура-Европос имела интерьер, расписанный сценами из священной еврейской истории. К настоящему времени он был реконструирован — с перенесением росписей в Национальный музей в Дамаске. Она представляет собой памятник искусства эллинизированного Востока, а также редчайший пример еврейского искусства, сформировавшегося в эллинистическую эпоху, создававшегося вплоть до VII века по заказу еврейских общин и отвечавшего их духовным требованиям, практическим потребностям и эстетическим представлениям.
Архитектурный стиль синагог развивался от античных форм для ранних сооружений и мавританского стиля горных каменных синагог, имевших 3-5 нефов — со Средних веков — до молитвенных деревянных домов в стиле нароодного зодчества в странах Восточной Европы и построек XX века в стилях современной архитектуры, созданных американскими архитекторами Луиса Салливеном, Луиса Кана и др.). К числу значительных явлений новейшего еврейского искусства принадлежат работы Марка Шагала — цикл работ «Библейское послание Марка Шагала», ансамбль витражей «Двенадцать колен Израилевых», выполненныый для синагоги Медицинского центра «Хадасса» в Иерусалиме (1960—1962).